# 港湾施設
港湾法における港湾施設とは、港湾を管理運営するために必要な施設をいう。

## 港湾施設の概要
港湾法における定義では、港湾施設とは、港湾区域（水域）及び臨港地区（陸域）における一定の施設並びに港湾の利用又は管理に必要な一定の施設とされている。前者は「固定施設」、後者は「可動施設」といわれることもある。
なお、港湾区域及び臨港地区内にない施設であっても、港湾を管理運営するために必要である場合に、港湾管理者の申請を受けて、国土交通大臣により認定された施設は、港湾施設とみなされることになっている。

## 港湾施設の種類
港湾法で定義されている具体的な港湾施設は次のものである。
- 水域施設 - 航路、泊地及び船だまり
- 外郭施設 - 防波堤、防砂堤、防潮堤、導流堤、水門、閘門、護岸、堤防、突堤及び胸壁
- 係留施設 - 岸壁、係船浮標、係船くい（ドルフィン）、桟橋、浮桟橋、物揚場及び船揚場
- 臨港交通施設 - 道路、駐車場、橋梁、鉄道、軌道、運河及びヘリポート
- 航行補助施設 - 航路標識（灯台、灯浮標等）並びに船舶の入出港のための信号施設、照明施設及び港務通信施設（ポートラジオ等）
- 荷さばき施設 - 固定式荷役機械（ローディングアーム）、軌道走行式荷役機械（ガントリークレーン[注釈 1]、トランスファークレーン、アンローダ等）、荷さばき地及び上屋
- 旅客施設 - 旅客乗降用固定施設、手荷物取扱所、待合所及び宿泊所
- 保管施設 - 倉庫、野積場、貯木場、貯炭場、危険物置場及び貯油施設
- 船舶役務用施設 - 船舶のための給水施設、給油施設及び給炭施設、船舶修理施設並びに船舶保管施設
- 港湾情報提供施設 - 案内施設、見学施設その他の港湾の利用に関する情報を提供するための施設
- 港湾公害防止施設 - 汚濁水の浄化のための導水施設、公害防止用緩衝地帯その他の港湾における公害の防止のための施設
- 廃棄物処理施設 - 廃棄物埋立護岸、廃棄物受入施設、廃棄物焼却施設、廃棄物破砕施設、廃油処理施設その他の廃棄物の処理のための施設
- 港湾環境整備施設 - 海浜、緑地、広場、植栽、休憩所その他の港湾の環境の整備のための施設
- 港湾厚生施設 - 船舶乗組員及び港湾における労働者の休泊所、診療所その他の福利厚生施設
- 港湾管理施設 - 港湾管理事務所、港湾管理用資材倉庫その他の港湾の管理のための施設
- 港湾施設用地 - 前各号の施設の敷地
- 移動式施設 - 移動式荷役機械（ストラドルキャリア等）及び移動式旅客乗降用施設
- 港湾役務提供用移動施設 - 船舶の離着岸を補助するための船舶、船舶のための給水、給油及び給炭の用に供する船舶及び車両並びに廃棄物の処理の用に供する船舶及び車両
- 港湾管理用移動施設 - 清掃船、通船その他の港湾の管理のための移動施設

## 総体としての港湾施設
上記の港湾施設のうち複数の施設により構成されるものに次のようなものがある。
- 埠頭：港湾施設のうち岸壁・物揚場などの係留施設、およびその背後の臨港道路・臨港鉄道・上屋・倉庫など陸上の設備を含めた港湾施設の総体[5]。
- コンテナターミナル（コンテナ埠頭）：海上コンテナの海上輸送と陸上輸送の結節点となる港湾施設の総体。コンテナ船が接岸してコンテナを積み卸しする専用の岸壁を備え、これらのコンテナを運搬・保管する施設（コンテナヤード、管理棟、ターミナルゲート、コンテナフレートステーション、メンテナンスショップなど）、および荷さばき施設（ガントリークレーン、トランスファークレーン、ストラドルキャリアなど）で構成される。
- フェリーターミナル（旅客ターミナル、クルーズターミナル、マリンターミナル）：フェリーやクルーズ客船が旅客や自動車の乗下船を行う港湾施設の総体。旅客施設、係留施設、臨港交通施設（交通広場）などで構成される。